# Fancy Farm (Kentucky)
Fancy Farm es un lugar designado por el censo ubicado en el condado de Graves en el estado estadounidense de Kentucky. En el Censo de 2010 tenía una población de 458 habitantes y una densidad poblacional de 201,41 personas por km².

## Geografía
Fancy Farm se encuentra ubicado en las coordenadas 36°48′3″N 88°47′37″O / 36.80083, -88.79361. Según la Oficina del Censo de los Estados Unidos, Fancy Farm tiene una superficie total de 2.27 km², de la cual 2.27 km² corresponden a tierra firme y (0.23%) 0.01 km² es agua.

## Demografía
Según el censo de 2010, había 458 personas residiendo en Fancy Farm. La densidad de población era de 201,41 hab./km². De los 458 habitantes, Fancy Farm estaba compuesto por el 99.13% blancos, el 0.44% eran afroamericanos, el 0.22% eran amerindios, el 0% eran asiáticos, el 0% eran isleños del Pacífico, el 0% eran de otras razas y el 0.22% pertenecían a dos o más razas. Del total de la población el 1.31% eran hispanos o latinos de cualquier raza.